# Muros (parròquia)
Muros és una parròquia del conceyu asturià de Muros. Té una població de 1.324 habitants repartits en els seus 8,09 km².
La parròquia inclou la vila de Muros, capital del concejo, i els barris d'Era, La Pumariega, Reboriu i Villar.
El seu codi postal és el 33138.